# 壽山巖觀音寺
25°00′13″N 121°21′58″E / 25.003538°N 121.366077°E
壽山巖觀音寺，俗稱嶺頂觀音媽廟，是位於臺灣桃園市龜山區嶺頂里的觀音寺，為桃園市定古蹟。

## 沿革
壽山巖觀音寺歷史可追溯至乾隆七年（1742年），順寂法師從普陀山攜帶一尊觀音大士像到此地榕樹下供信徒參拜，數十年後，士紳張志榮興建草庵安奉。
嘉慶二年（1797年），福建水師提督哈當阿感念神蹟，資助建廟，並贈寫有「慈帆廣濟」匾額懸掛正殿。歷數年完工，正式命名為「壽山巖」。廟身座落在今桃園與新北交界、林口台地和龜山丘陵的山丘上，俗稱「嶺頂觀音媽廟」。
日治時期，當時廟身白蟻蛀蝕，毀壞傾斜，由陳應彬主持兼造大修事宜，大正四年（1915年）起修建，奠定今寺廟呈兩殿兩廊兩護室形式的外觀。戰後，石柱、石雕年份上面的大正、明治、昭和等日本年號被水泥抹除。
1953年再度整修，屋脊剪黏及交趾陶為陳天乞作品。1985年，與蓮座山觀音寺、龍潭聖蹟亭一同從二級古蹟降為三級。1986年，擴建共三層樓的凌霄寶殿，後再增設電梯。
因部分建築形制已失去原有特色，彩繪圖案也和古廟格格不入，內政部遂補助整修經費二千多萬元讓廟方恢復原貌，如屬於現代化的建材被剔除，廣場石板一律採用花崗石，不合時宜的琉璃瓦也被換掉，木質樑柱不再上漆只做防腐處理、古匾掛回正殿。1999年10月完工。
1999年11月20日建醮期間，在蓮花池設立寶石陶九龍壁揭幕，縣長呂秀蓮、任該寺主任委員的鄉長林正峰和地方人士共同參與。2009年為開山法師建造的紀念堂落成，位在廟後右側。2014年，桃園縣文化局在此廟開設閩南文化學堂，9月24日邀請桃園縣台語文化學會創會會長呂理組，共同主持揭牌儀式。
廟址原為龜山鄉嶺頂村西嶺頂18號，近台1線，後改成龜山區萬壽路2段6巷111號。

## 神像
廟方主祀的觀世音菩薩神像，造型以男性戴冠造型呈現，與一般女性觀音造型大不相同。
日本政府皇民化運動發起「廢除廟宇」時，信徒將廟中沈香、黃金彫塑的觀音像藏起，用紙片木屑製作三尊替身，讓政府集中放至桃園文昌廟。戰後時期，信徒們也將三尊替身的觀音像請回到廟中，當時信徒為感念代受牢獄之災的辛勞，乃奉在此廟內供養。但這三尊卻在1954年3月22日被廟祝劉永麟焚化，引起當時桃園鎮、八德鄉、鶯歌鎮等一千多名信徒群情激昂，在同年4月7日前來廟宇問罪，要求委員葛成金處罰廟祝，導致龜山分駐所巡官黃自強率領數名警員荷槍到場維持秩序。

## 祭祀

### 成道日
在觀音成道紀念日前，廟方都要為觀音神像換新衣，先由廟務人員擲筊請示換新衣的日期，所有參加換衣的信徒要先淨身，當日更要全天素食以示虔敬。信徒相信將舊的佛衣法力依在，尤其針對有小孩莫名夜哭者，蓋上佛衣會有安靜定神之效，同時能保闔家平安，因此想要的信徒眾。
當地村長林壽山曾說，每年農曆六月十八日觀音佛祖成道日，估計能湧入20萬以上信眾參拜此廟，成為地方盛事。其信眾廣及北桃園和新北市的樹林區、鶯歌區。而管委會就是由桃園區、八德區、龜山區、及鶯歌區等地信徒共同選出。龜山以每六年輪番祭祀觀音，且會宰殺豬公。廟方並將觀音成道的紀念法會衍伸成觀音菩薩文化節，當日會有舉辦舞龍競賽。

### 建醮
每二十四年舉行建醮慶典。

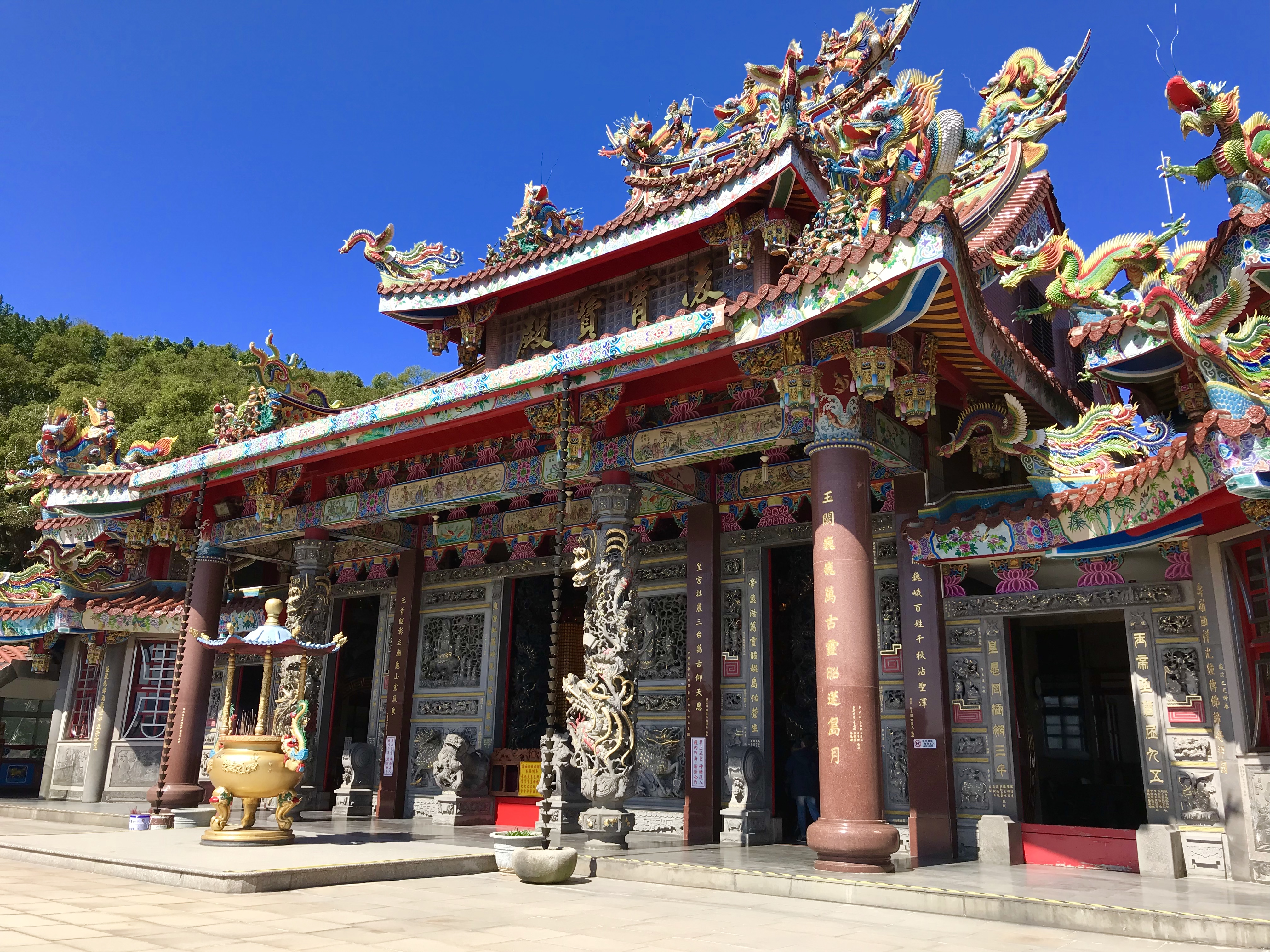
凌霄寶殿

在1951年舊曆十一月初七建醮時，統計宰豬二千餘頭，最重者六百餘斤，雞鴨無數。當時龜山鄉計十三村，三千一百戶，二萬餘人口，以每戶花費至少二百元計算，則此一日之間消耗達六百餘萬元之鉅。

## 傳說與神迹
信徒相傳在二十世紀中葉時，在龜山鄉舊路村有一對劉姓新婚夫妻，搬進一間剛蓋好的土造農舍。數年來，妻子常在夢中被淒厲的貓叫聲嚇醒，且一直沒有懷孕，一次壽山巖觀音寺的人員抬神轎進來屋內，用轎猛打某塊牆壁，直到敲出破洞才停止，結果發現一具完整的貓骨，認為是工人為了報仇而偷放入的詛咒。之後劉姓夫妻隨後搬家，育有兩女四男，家族都是此寺的虔誠信徒。而屋子因為振興路拓寬，已經拆除。

## 外部連結
- 官方网站
- 壽山巖觀音寺的Facebook專頁
- 壽山巖觀音寺—文化部文化資產局 （页面存档备份，存于）
- 壽山巖觀音寺  桃園市政府文化局 （页面存档备份，存于）